# Lantmästare
Lantmästarprogrammet är en universitetsutbildning som ger en bred och praktiskt förankrad kunskap inom hållbart jordbruk, företagsledning och innovationer för lantbrukssektorn. Under utbildningen läser man kurser om bland annat animalieproduktion, växtodlingens teknik, växtproduktion, marknadsföring, företagsekonomi och djurhållningens teknologi. Lantmästare utbildas vid Sveriges lantbruksuniversitet (SLU) på Alnarp i Skåne och omfattar 180 högskolepoäng (tre års heltidsstudier). Man avlägger då en lantmästarexamen, som är en yrkesexamen. Man kan också ta ut en kandidatexamen i ekonomi eller lantbruksvetenskap.    
En lantmästare är en expert inom lantbruk, företagande och landsbygdsutveckling. I yrkeslivet kombinerar lantmästaren praktisk erfarenhet med teoretisk kunskap inom områden som växtodling, djurhållning, ekonomi och teknik. Efter studierna arbetar många på ledande positioner inom lantbruksnäringen, såväl genom driftsledning på lantbruksföretag som i ett egendrivet företag eller inom de större lantbrukskoncernerna. Många arbetar också inom försäljning, rådgivning, utbildning, ekonomi eller med teknisk utveckling av lantbruket.

## Studentaktiviteter
Vid speciella tillfällen såsom tentamina, redovisningar, studiebesök, gästföreläsningar, bär lantmästarstudenterna sin skoluniform som kallas sparkdräkt. Uniformen består av mörkblå kavaj med mörkgrå byxa eller kjol; varje ny klass får även designa sin egen slips som bärs med sparkdräkten. Sparkdräkten togs fram en gång i tiden i nivellerande syfte. Lantmästarkåren anordnar fester på Alnarps campusområde, som Gåsaboston och Vårbal, liksom större evenemang som karnevalen, vilken lockar tusentals besökare varje år.

## Lönepremie
Enligt Ekonomifakta är medianinkomsten för en lantmästare 469 000 kr. Det är högre än för exempelvis agronom, tandläkare och jurist. Etableringsgraden för lantmästare är 97%, vilket är den tredje högsta procenten av samtliga program. 